# Kickers Offenbach
Kickers Offenbach – niemiecki klub piłkarski grający w Regionallidze Südwest. Siedzibę ma w mieście Offenbach am Main. Wicemistrz Niemiec w latach 1950 i 1959 oraz zdobywca Pucharu Niemiec w roku 1970.

## Historia herbu

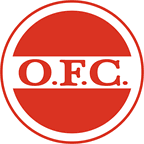
1925

## Sukcesy
- Wicemistrz Niemiec: 1950, 1959
- Puchar Niemiec: 1970

## Europejskie puchary
Legenda do wszystkich tabel:
- Q – runda eliminacyjna, 1/16, 1/8, 1/4, 1/2 – odpowiednia faza rozgrywek, Grupa – runda grupowa, 1r gr – pierwsza runda grupowa, 2r gr – druga runda grupowa, F – finał, R – runda, PO – play-off
- k. – rzuty karne, los. – losowanie, Dogr. – dogrywka, w. – zasada bramek strzelonych na wyjeździe

| Sezon   | Rozgrywki                 | Runda | Klub        | Dom | Wyjazd | Ogólnie |
| ------- | ------------------------- | ----- | ----------- | --- | ------ | ------- |
| 1970/71 | Puchar Zdobywców Pucharów | 1R    | Club Brugge | 2–1 | 0–2    | 2–3     |